# David Shea
 (février 2008).
David Shea est un musicien expérimental et producteur américain né le 8 décembre 1965 dans Springfield Mass.  USA  .

## Il commence ses études musicales au Conservatoire de l'Indiana de 1982 à 1984. De 1984 à 1985 il poursuit ces études à l'Oberlin Conservatory près de New-York. Il devient DJ dans les clubs de musique électronique de la ville, tout en éprouvant en même temps une attirance très forte pour lamusique concrèteet expérimentale. À cette époque, il évolue aussi bien dans des clubs undergrounds de New-York que dans des clubs à résonance plus grande. Cette situation, qu'il décrira plus tard comme complètement schizophrénique, était due à la nécessité de manger .
Tout en jouant pour les artistes du Downtown de New-York, il rencontre John Zorn, qui le soutient dans sa démarche et l'invite souvent au sein de formations diverses et variées Cobra-Elegy, et passe des scratchs au sample. Il aide M.. Bungle pour le premier album en tant que scratcheur en 1992. À cette même époque John Zorn sort sur son label Avant son premier album Shock Corridor, fortement inspiré par la musique cinématique, électronique, expérimentale ...
À l'époque de Mort Aux Vaches, David Shea quitte New-York pour Bruxelles. Il vit 2 ans en Belgique, le temps de sortir sur le label belge Sub Rosa son deuxième album Prisoner (1993), qui va plus loin dans la musique cinématique avec des télescopages de sons, puis son troisième album au titre énigmatique I basé et construit uniquement avec Sampler sans aide de musiciens lives extérieurs, sur le label Sub Rosa. Il tourne intensivement en Europe et sort en 1994 l'album Hsi-Yu Chi, un de ses plus aboutis et débutant ainsi le triptyque : Hsi-Yu Chi, sur Tzadik, le label de John Zorn, The Tower Of Mirrors et Satyricon, sur Sub Rosa. Cet album met en avant l'interaction entre les musiciens live et le sample, qui doit se percevoir comme un instrument à part entière mais aussi une forte attirance de sa part pour la culture et la philosophie Asiatique .
À l'époque il vit à Bruxelles pour son travail sur NAJO pour l'amélioration de cet outil, un sampleur sur lequel il travaille pour l'Ircam, à Paris. Il produit en 1997 deux albums complémentaires : The Tower of Mirrors et Satyricon. En 1999, il sort un album de musique contemporaine joué par des musiciens du Ictus Ensemble, publié par John Zorn et le label Tzadik sous le titre Classical Works #1. C'est une de ses œuvres les plus intéressante d'un point de vue compositionnel : atonale, enfiévrée et radicale car très proche dans l'esprit d'un Xenakis ou d'un Stockhausen .
En 2002, il quitte Bruxelles pour Melbourne en Australie, où il épouse une artiste contemporaine asiatique, Kristi Monfries. Ensemble, ils créent le label Metta, dédié à ses propres œuvres, où ils les rééditent toutes (sauf celles dont les droits sont détenus par Tzadik). Il compose à la mémoire de Luc Ferrari une œuvre très moderne The Book of Scenes, avec un altiste, un piano et des samplers.
En 2002, il sort sur le label Tzadik Classical Works #2, tout aussi impressionnant que le premier.
En 2006, il compose The Art of Memory sur des écrits de l'historien Frances Yates.
Il ne revient avec un nouvel album qu'en 2014 , Rituals sortie sur le label Australien Room40 , label mené par Lawrence English. Son discours se veut plus méditatif et ritualistique , soulignant sa pratique Buddhique et ses rituels , il met en avant le Buddhisme et le Taoïsme . Il s'est convertie au Buddhisme .
Suivront toujours sur Room40 , Piano I et plus tard encore il ouvre un bandcamp (davidshea.bandcamp.com/) où il publie une grande oeuvre pour piano appelé The Book Of Songs , oeuvre pour piano seul moins contemporaine que Piano I qui se réfère à Morton Feldman , Luc Ferrari ou en Giacinto Scelsi .
Son dernier album en date sort au mois de Mars 2021 , The Thousand Buddha Caves toujours sur Room40 , oeuvre où le compositeur décrit son voyage dans les 1000 grottes dédiées à Buddha . Une oeuvre marquante dans sa discographie !

## Œuvres
- Schock Corridor, 1992, Avant
- Prisoner, 1993, Sub Rosa
- I, 1994, Sub Rosa
- Hsi-Yu Chi, 1995, Tzadik
- The Tower of Mirrors, 1997, Sub Rosa
- Satyricon, 1998, Sub Rosa
- Classical Work #1, 1999, Tzadik
- Mort Aux Vaches, 1999, Staaplaat
- Tryptich, 2000, Quatermass
- Classical Works #2, 2002, Tzadik
- The Book of Scenes, 2005, Sub Rosa
- Una Nota Solo , 2005-2006, Metta Editions
- The Art of Memory , 2006, Metta Editions
- 8 Etudes for 2 Samplers , 2007 (avec Daniele Ledda)
- Rituals , 2014 , Room40
- Piano I , 2016 , Room40
- The Book Of Songs , pour piano seul , 2019 - 2020
- The Book Of Rituals , Soond , 2020
- The Thousand Buddha Caves , Room40 , 2021

## Collaborations
- Free Chocolate Love, avec Scanner
- Down River, Up Stream ! avec Dj Grazhoppa